# Comitè Permanent del Buró Polític del Partit Comunista de la Xina
El Comitè Permanent de l'Oficina Política Central del Partit Comunista de la Xina, conegut habitualment com el Comitè Permanent del Politburó (PSC, per les seves sigles en anglès), és un comitè format pel lideratge principal del Partit Comunista de la Xina. Històricament ha estat compost per d'entre cinc a nou membres, i actualment compta amb set. El seu propòsit oficial és dur a terme debats polítics i prendre decisions sobre temes importants quan el Politburó, l'òrgan de decisió de més autoritat que inclou el Comitè Permanent del Politburó, no està en sessió. Segons la Constitució del partit, el Secretari General del Comitè Central també ha de ser membre del Comitè Permanent del Politburó.
Segons la constitució del partit, el Comitè Central del partit escull el Comitè Permanent del Politburó. Tanmateix, a la pràctica, els analistes creuen que nous membres del Politburó i el seu Comitè Permanent són triats a través d'una sèrie de deliberacions dels membres del Buró Polític actual i dels membres del Comitè Permanent del Politburó ja jubilats. Els actuals i antics membres del Politburó realitzen una sèrie d'enquestes informals per determinar el nivell de suport de cada nou candidat al Politburó i el seu Comitè Permanent. El procés de selecció del nou Politburó i el seu Comitè Permanent comença amb una reunió a porta tancada del Comitè Permanent del Politburó al districte de Beidaihe l'estiu abans que es reuneixi el Congrés del Partit.
Mentre el PSC reporta, en teoria, al Politburó, que, al seu torn, informa al Comitè Central, a la pràctica, el PSC actua com l'òrgan de decisió més poderós a la Xina i les seves decisions, de facto, tenen força de llei. Històricament, el paper del PSC ha variat i evolucionat. Durant la Revolució Cultural, per exemple, el PSC tenia poc poder.
La membresia al PSC està classificada segons un l'estricte protocol xinès. Històricament, el secretari general (o president del partit) n'és el màxim dirigent, el número 1; el rànquing d'altres líders ha variat amb el pas del temps. Des dels anys noranta, el secretari general i president del Congrés Nacional Popular, el president de la Conferència Consultiva Política del Poble Xinès, el secretari de la Comissió Central d'Inspecció de la Disciplina i el secretari de primer rang de la Secretaria també han estat membres del Comitè Permanent del Politburó. Les carteres de membres addicionals varien.